# Інтарс Бусуліс

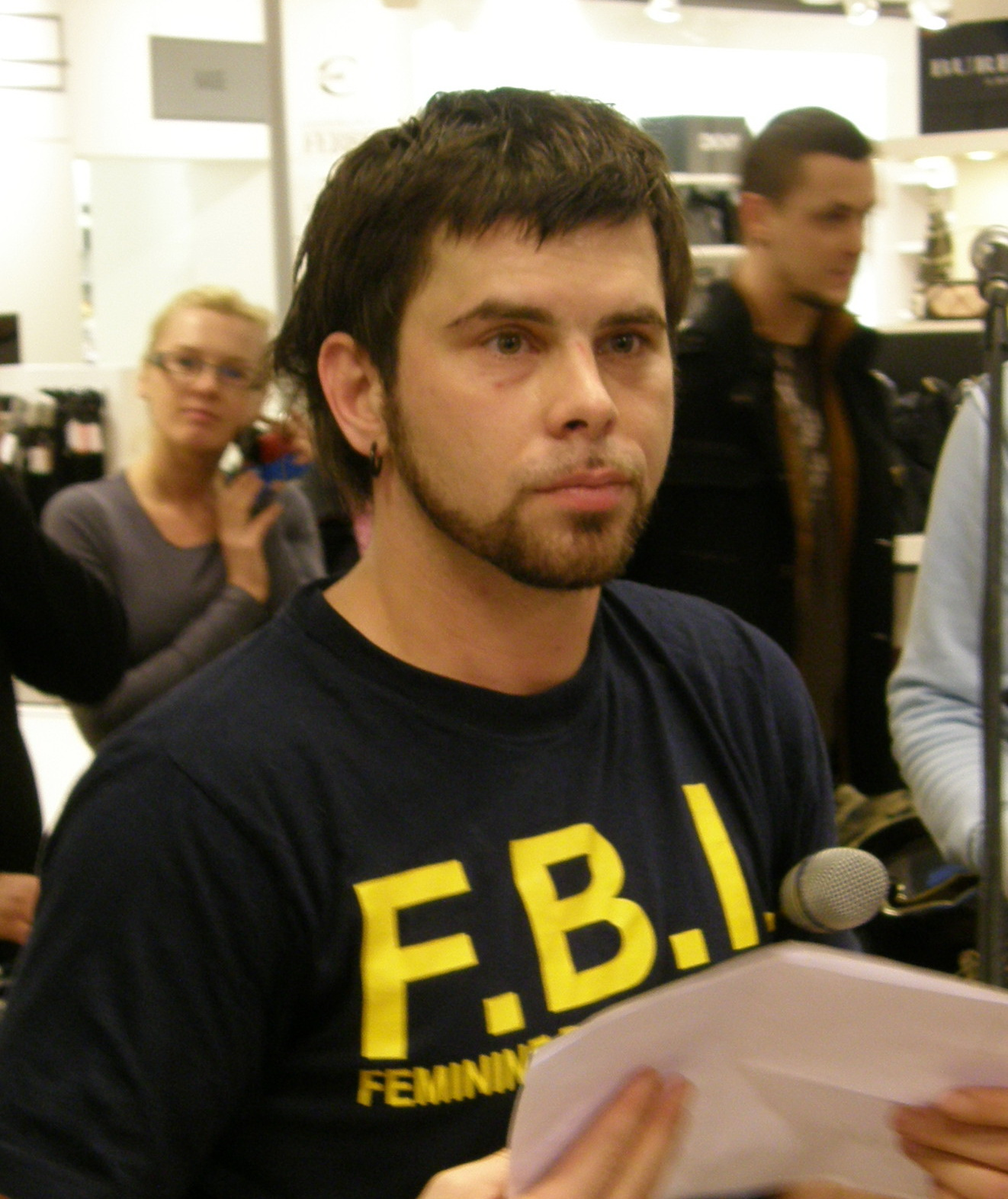
Інтарс Бусуліс, 2009 рік

Інтарс Бу́суліс (латис. Intars Busulis; 2 травня 1978) — латвійський співак і тромбоніст. Лауреат конкурсу «Нова хвиля 2005».
Відомий участю в другому півфіналі конкурсу Євробачення 2009 в Москві, де виступав з піснею «Пробка» і посів останнє 19-е місце, набравши 7 балів.

## Освіта
Інтарс Бусуліс здобув освіту в початковій школі в Пастенде, але музичну освіту отримав, закінчивши Талсінську дитячу музичну школу та Вентспілський музичний коледж, де грав на тромбоні у «Вентспілському біг-бенді»  під керівництвом Зієдоніса Зайковскіса.

## Кар'єра
Музична кар'єра почалася з виконання разом із сестрою пісні «Ūsainā puķe» (лат. «Квітка з вусами»). Також у дитинстві грав у дитячому ансамблі «Talsu Sprīdīši». Кар'єра співака почалася в проекті Раймонда Тігулса - музичній групі "Caffe". Гурт брав участь у Європісні 2002. «Caffe» проіснувало чотири роки. Паралельно він також грав у духовому оркестрі штаб-квартири NAF та джазовій групі «Wet Point» разом з Вільнісом Кундратсом. Навесні 2005 року брав участь у проекті Еріка Мозехольмса (данський бас-гітарист) E.Y.J.O. (Європейський молодіжний джазовий оркестр).
Інтарс Бусуліс представляв Латвію в 2005 році на міжнародному конкурсі «Нова хвиля» і отримав Гран-прі. Він виконав три пісні – «Kiss», «Ты Ветер», «Изчезли солнечные дни».
У співпраці з композитором Карлісом Лацісом записав кілька сольних альбомів латиською мовою, брав участь у мюзиклі К. Лаціса «Oņegins» у виставах театру Daile, а також брав участь у записі музичного альбому «Lāču tēta dziesmas» (лат. «Ведмідь Тата» пісні»).
У «Музичному банку» 2008, який відбувся у січні 2009 року у Вентспілсі, він переміг з піснею «Brīvdiena» (лат. «Свято»). У 2008 році у фіналі музичного шоу LNT (Латвійське незалежне телебачення) «Бійцівський клуб» у лютому 2009 року перемогу здобув Інтарс Бусуліс із піснею «Давай, Давай».
На церемонії вручення премії Music Record Awards концерт «Золотий мікрофон» (2017) отримав нагороду в номінації – Концерт-запис для концерту Інтарса Бусуліса, оркестру Abonementa та Лієпайського симфонічного оркестру (2016).
Через кілька місяців після виходу альбому Nāmakā pietura (1 березня 2017 року) він отримав статус Золотого диска. На концертній церемонії Music Record Awards «Золотий мікрофон» (2018) альбом «Nākamā pietura» переміг у двох номінаціях – найкращий поп-альбом і альбом року.

## Творчість
Альбоми:
- 2008 — Kino
- 2008 — Kino перевидання з російською версією альбому

Сингли:
- 2005 — Gaidīšanas serenāde
- 2005 — Nāc man līdz
- 2007 — Ar zvaigžņu gaismu
- 2007 — Гонки
- 2008 — Давай!
- 2008 — Ceļš
- 2008 — Brīvdiena
- 2008 — Скучаешь напрасно
- 2009 — Пробка
- 2009 — Paliksim kopā

Відеокліпи:
- Davaj - Davaj
- Sastrēgums (пробка)
- Paliksim kopā